# Tôr
Tôr ist eine Ortschaft und ehemalige Gemeinde in Portugal. Sie liegt im Distrikt Faro in der Region Algarve.

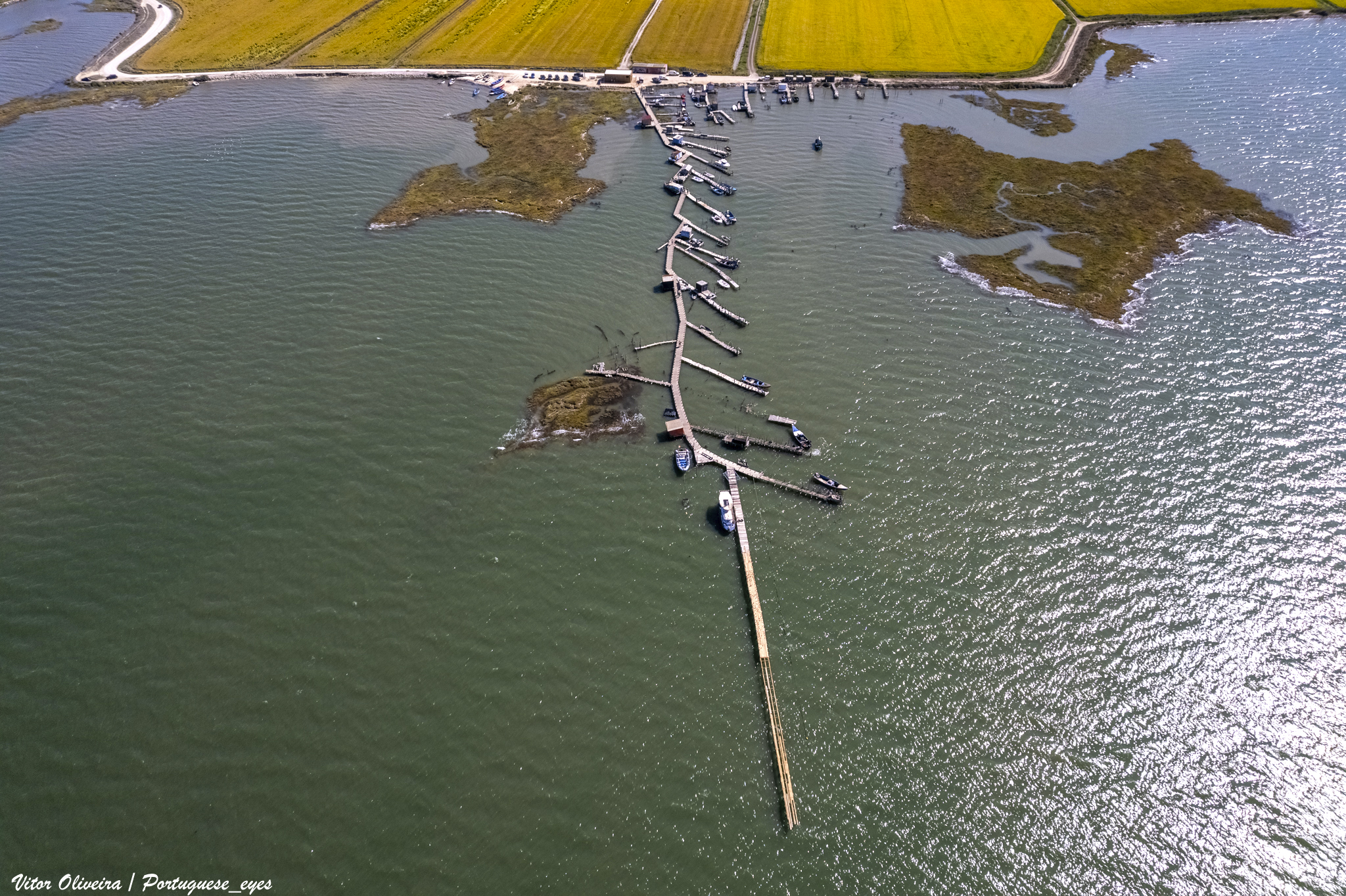
Angelplätze von Carrasqueira

## Geografie
Tôr liegt sieben Kilometer nördlich von der Stadt Loulé entfernt. Sie wird im Norden von der Gemeinde Salir, im Süden von São Clemente und São Sebastião, im Westen von Benafim und im Osten durch die Gemeinde Querença begrenzt. Der Ort wird durch die Bäche von Benémola und Mercês bewässert. Da die Gemeinde dadurch reich an Wasser ist, ist sie auch Hauptlieferant für die Städte Loulé und Quarteira. 

## Verwaltung
Die ehemalige Gemeinde (Freguesia) Tôr war eine von elf Gemeinden im Kreis (Concelho) von Loulé im Distrikt Faro. Sie war 15,8 km² groß und zählte 886 Einwohner (Stand 30. Juni 2011). Die Bevölkerungsdichte betrug 56 Einw. je km².
Im Gebiet der ehemaligen Gemeinde liegen folgende Ortschaften:
- Funchais
- Barcalinho
- Cerro das Covas
- Carrasqueira
- Fojo
- Vendas Novas de Tôr
- Vicentes
- Monte Guiomar
- Pasmora
- Monte das Figueiras de Baixo (nicht zu verwechseln mit Monte das Figueiras de Cima, welche zu Querença gehört)
- Figueira de Baixo
- Andrezes
- Castelhana
- Nora
- Ponte da Tõr
- Olival
- Morgado da Tôr
- Nergal
- Mesquita
- Gemica

Im Zuge der Gebietsreform vom 29. September 2013 wurde Tôr mit Querença und Benafim zur neuen Gemeinde Querença, Tôr e Benafim zusammengeschlossen.

## Geschichte
Tôr wurde durch Abspaltung von Querença mit Gesetzesbeschluss 32/97 vom 12. Juli 1997 gegründet. Die erste Forderung eine eigene Gemeinde zu werden stammte bereits aus dem Jahr 1931.
Mit der Neugliederung 2013 wurde Tôr Teil der neuen Gemeinde Querença, Tôr e Benafim.

## Wirtschaft
Die Wirtschaft ist primär auf die Land- und Viehwirtschaft beschränkt. Die jüngere Bevölkerung arbeitet großteils in Loulé, Quarteira, Vale do Lobo und Quinta do Lago in der Gastronomie oder in Hotels. In der Gemeinde gibt es noch eine Bäckerei und eine Keramikfabrik. 

## Bauwerke

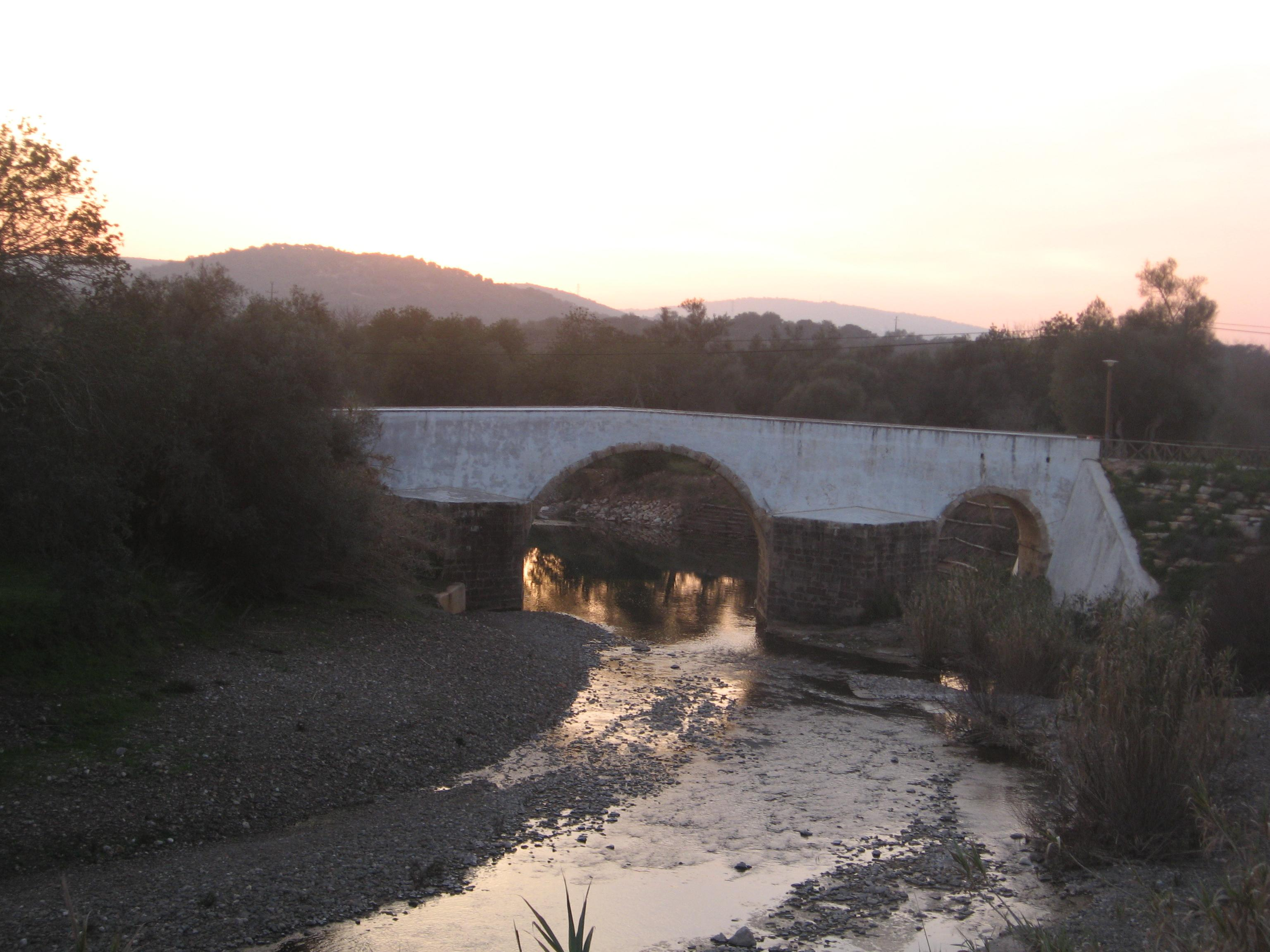
Römische Brücke von Tôr

In der Gemeinde gibt es mehrere historische Bauwerke. Die wichtigsten sind:
- Igreja matriz de Tôr (Kirche)
- Ponte romana de Tôr (römische Brücke)
- Kreuz
- Windmühlen

## Veranstaltungen
- Markt für getrocknete Früchte am ersten Sonntag im September
- Fest des Königs/Fest des Filhós am ersten Sonntag im Januar
- Fest des São Luís am zweiten Sonntag vor Karneval
- Prozession Rita von Cascia am letzten Sonntag im Juli zur Ehrung der Schutzpatronin der Gemeinde.